# Benjamin Meisnitzer
Benjamin Meisnitzer (* 1980) ist ein deutscher Romanist.

## Leben
Er studierte Romanistik und Germanistik an der LMU München und an der Universidade Nova de Lisboa. Nach der Promotion über Das Präsens als Erzähltempus im Spannungsfeld von Temporalität und Aspektualität als Stipendiat der Studienstiftung des Deutschen Volkes war er von 2009 bis 2010 Lehrbeauftragter für französische und portugiesische Sprachwissenschaft an der LMU München und von 2010 bis 2014 wissenschaftlicher Mitarbeiter für französische, spanische und portugiesische Sprachwissenschaft. Von 2014 bis 2018 war er Juniorprofessor für Romanische Sprachwissenschaft (mit iberoromanischem Schwerpunkt) in Mainz. Seit 2018 lehrt er als Professor für Romanische Sprachwissenschaft mit den Schwerpunkten Hispanistik und Lusitanistik in Leipzig.
Seine Schwerpunkte sind Spracherwerb, Sprachgeschichte und Varietätenlinguistik (Französisch, Spanisch und Portugiesisch), Temporalsemantik, Modalität, Standardisierungsforschung und Varietätenlinguistik, Grammatiktheorie und Spracherwerbsforschung (L1 und L2).

## Schriften (Auswahl)
- mit Mathias Arden und Christina Märzhäuser (Hrsg.): Linguística do português. Rumos e pontes. München 2011, ISBN 978-3-89975-266-3.
- Das Präsens als Erzähltempus im Roman. Eine gedruckte Antwort auf den Film. Tübingen 2016, ISBN 3-8233-8001-X.
- mit Christian Discher und Claudia Schlaak (Hrsg.): Komplexität von Phraseologismen in den romanischen Sprachen. Theorie und Praxis in der Linguistik und der Fremdsprachendidaktik . St. Ingbert 2016, ISBN 3-86110-616-7.
- mit Sonja Zeman und Martina Werner (Hrsg.): Im Spiegel der Grammatik. Beiträge zur Theorie sprachlicher Kategorisierung. Tübingen 2017, ISBN 3-95809-516-X.